# Isaac Elie
Isaac Elie (arabisch إسحاق إيلي; * 24. November 1928 in Bor, Jonglei, Anglo-Ägyptischer Sudan; † 1999) war ein sudanesischer Hürdenläufer.
Isaac Elie trat bei den Olympischen Sommerspielen 1960 in Rom an. Im Wettbewerb über 110 m Hürden schied er jedoch im Vorlauf aus.